# Alfredo Patroni
Alfredo Patroni (Bologna, 4 marzo 1891 – Egitto, 1º giugno 1944) è stato un militare italiano.
Maggiore del Corpo degli Alpini, pluridecorato combattente della prima e della seconda guerra mondiale, insignito di tre medaglie d'argento e due di bronzo al valor militare.

## Biografia
Nacque a Bologna il 4 marzo 1891 figlio di Antonio e di Linda Forni, discendente da antica famiglia nobile di Segrate, provincia di Milano. Seguì la famiglia quando si trasferì a Genova dove iniziò a frequentare la locale università, facoltà di Giurisprudenza, fino a quando non venne chiamato a prestare servizio militare nell'ottobre 1911. Su sua domanda viene ammesso a frequentare il corso per Ufficiali con ferma volontaria di tre anni, ed il 31 dello stesso mese iniziò a prestare servizio presso il 90º Reggimento fanteria. Il 1º aprile 1912, promosso caporale, è trasferito al 6º Reggimento fanteria dove viene promosso sergente il 31 luglio, e il 4 settembre entra, come Allievo Ufficiale, alla Regia Accademia Militare di Modena. Uscitone con il grado di sottotenente nel febbraio 1914, entrò in servizio nel 42º Reggimento fanteria per compiere il servizio di prima nomina. Passato in servizio permanente effettivo, all'atto dell'entrata in guerra dell’Italia, il 24 maggio 1915, con il suo reggimento iniziò a combattere sul fronte dell'Isonzo venendo ferito per la prima volta a metà del mese di agosto. Promosso tenente rientrò in servizio attivo, e il 22 novembre, durante la quarta battaglia dell'Isonzo, venne trasferito al Battaglione "Intra" del 4º Reggimento alpini con cui prestò servizio nei tre anni successivi. Combatté sull'Adamello venendo promosso capitano nel febbraio 1916 ed assegnato al Comando di reggimento come comandante del Nucleo Volontari Allievi Ufficiali Alpini. Si distinse durante la battaglia della Lobbia (3.196 m) (12 aprile-23 maggio 1916), e per la brillante azione condotta a Monte Stablel il 19 aprile fu decorato di Medaglia di bronzo al valor militare. Il 29 maggio, nel corso della conquista del Crozzon di Fargorida (3.082 m), rimase nuovamente ferito e fu decorato con la prima Medaglia d’argento al valor militare, rientrando in linea dopo un mese di convalescenza.
Il 12 febbraio 1917 si distinse in una ricognizione in Val di Genova al comando di un plotone di Allievi, rientrando nelle linee italiane con preziose informazioni sulle posizioni nemiche. Per questa azione ricevette un encomio ufficiale dal colonnello Quintino Ronchi, comandante della zona dell'Adamello. Il 15 giugno dello stesso anno, durante gli scontri a Corno di Cavento scalò frontalmente l'impervia parete per raggiungere e conquistare la postazione nemica, venendo decorato con una seconda Medaglia d'argento al valor militare. Nel maggio 1918, durante la battaglia del Presena e dei Monticelli, volontariamente assunse il comando del “drappello arditi” e conquistò la Cresta Presena rimanendo nuovamente ferito e venendo decorato con una terza Medaglia d'argento al valor militare conferitagli “sul campo”. Rientrato al reggimento il 10 ottobre, prende parte alla battaglia finale che terminò con l'armistizio del 4 novembre 1918 rimanendo ferito per la quarta volta.
Dopo la fine del conflitto fu trasferito al Battaglione sciatori "Monte Mandrone" inquadrato nel 5º Reggimento Alpini dove rimase fino al febbraio 1920. A causa della grave ferita riportata il 25 maggio 1918 è collocato in aspettativa per infermità temporanea proveniente da causa di servizio, e così completò gli studi universitari laureandosi in legge, aprendo poi uno studio di avvocato a Genova.
Nel 1924 pubblicò il libro di memorie La conquista dei ghiacciai e poi I fratelli Calvi dedicato ai quattro celebri fratelli bergamaschi, pluridecorati, caduti nel corso della guerra. Nel febbraio 1928 è promosso 1º Capitano venendo richiamato in servizio attivo dal 23 dicembre 1928 al gennaio 1931 in forza al 4º Reggimento alpini. Posto in congedo è richiamato in servizio dal 1º febbraio al 12 marzo 1936 durante il corso della guerra d'Etiopia, in forza al 3º Reggimento alpini. Chiesto di partire volontario per la guerra, il permesso gli fu negato essendo un ufficiale degli alpini in riserva, e quindi passò in forza al CLXXXVIII Battaglione CC.NN. "Volterra" della 1ª Divisione CC.NN. "23 marzo", con cui partì per la guerra, sbarcando a Massaua (Eritrea) il 28 marzo successivo, ma non prese parte ad azioni belliche in quanto assegnato al ruolo di commissario di governo con il grado di maggiore degli alpini.
Dopo la fine della guerra si insediò a Uoldìa nel centro dell'Etiopia dove rimase fino al giugno 1938 quando venne rimpatriato a causa di una malattia e ricollocato in congedo. Ritornò in Africa Orientale Italiana il 1º gennaio 1939, aprendo uno studio di avvocato all'Asmara. Il 20 maggio 1940 venne nuovamente richiamato in servizio attivo in qualità di comandante del 106º Battaglione Coloniale. Dopo l'entrata in guerra dell'Italia, avvenuta il 10 giugno successivo, prese parte ai combattimenti sul confine sudanese, distinguendosi il 15 luglio nei combattimenti di Nacfa, dove riportò la quinta ferita. Il 15 settembre assunse il comando del Battaglione Camicie Nere di Dessè con cui, dal 31 gennaio al 27 marzo 1941, prese parte alla difesa di Cheren, venendo catturato dagli inglesi. Rilasciato in breve tempo, riaprì il suo studio di avvocato, ma nel marzo 1943 fu incarcerato come prigioniero di guerra, trasferito dapprima in un campo di prigionia in Sudan, e poi in Egitto, dove morì il 1º giugno 1944.
Nel corso del 1954, per opera del maggiore Paolo Caccia Dominioni, la sua salma venne recuperata e definitivamente traslata presso il Sacrario militare italiano di El Alamein.

## Pubblicazioni
- La conquista dei ghiacciai, L'Eroica, Milano, 1924.
- I guerrieri alpini: i fratelli Calvi, G. Agnelli, Milano, 1940.

### Annotazioni
1. ↑  La cui prefazione viene scritta dal capitano Filiberto di Savoia Duca di Pistoia, valoroso combattente dell’Adamello.
2. ↑  In commutazione della precedente Medaglia di bronzo al valor militare concessagli con Decreto Luogotenenziale 29 ottobre 1916.

### Fonti
1. 1 2 3 4 5 6 7 8 9 10 11 12 13  noialpini
2. ↑  Cavaciocchi, Ungari 2014, p. 72.
3. ↑  Cavaciocchi, Ungari 2014, p. 148.
4. ↑  Cavaciocchi, Ungari 2014, p. 76.
5. 1 2  Cavaciocchi, Ungari 2014, p. 103.
6. ↑  Cavaciocchi, Ungari 2014, p. 182.
7. ↑  Cavaciocchi, Ungari 2014, p. 183.
8. ↑  Cavaciocchi, Ungari 2014, p. 308.
9. ↑  Cavaciocchi, Ungari 2014, p. 327.
10. ↑  Del Boca 2001, p. 389.
11. ↑  Jowett 2001, p. 4.
12. ↑  Jowett 2001, p. 6.